# Stenellipsis frontehirsuta
Stenellipsis frontehirsuta là một loài bọ cánh cứng trong họ Cerambycidae.